# L'Enfant de la roulotte
L'Enfant de la roulotte è un film muto del 1914 diretto da Louis Feuillade.

## Trama

### Episodi
1. Madame d'Hauterive
2. La Petite Intruse
3. Une infernale machination
4. La Randonnée de l'auto grise
5. Châtiment et récompense

## Produzione
Il film fu prodotto dalla Société des Etablissements L. Gaumont.

## Distribuzione
Distribuito dalla Société des Etablissements L. Gaumont, uscì nelle sale cinematografiche francesi nel marzo 1914.